# Magogo kaDinuzulu
Prinsessan Constance Magogo Sibilile Mantithi Ngangezinye kaDinuzulu, född 1900 i Nongoma, Zululand (nuvarande provinsen KwaZulu-Natal), död 21 november 1984 i Mahlabathini, var en sydafrikansk zuluprinsessa, sångerska och artist.
Prinsessan Magogo var dotter till den siste regerande
zulukungen Dinuzulu kaCetshwayo (1868-1913) och drottning Silomo, hans huvudhustru. Hon var Silomos första barn. Under Bhambatha-upproret 1906 sändes Magogo i trygghet hos klanen Buthelezi, och kort efter hennes återkomst till hemmet dog modern, varpå det föll på Magogo att ta hand om sina två bröder Solomon och Mshiyeni. Hon uppfostrades in i den anglikanska kyrkan, och i skolan undervisades hon i att läsa och skriva zulu, men inte engelska.
1926 gifte hon sig med hövding Mathole Buthelezi. Hon blev hans tionde hustru, men trots det hans huvudhustru. Med Mathole fick hon tre barn, sonen Mangosuthu, som grundade Inkatha Freedom Party, och två döttrar.
Prinsessan Magogo komponerade klassisk zulumusik, var en begåvad ugubhu- och isithontolo-spelare och sångerska. Trots att hon växte upp i en kultur som traditionellt var förtryckande mot kvinnor fortsatte prinsessan spela musik efter sitt giftermål. Därför kunde hon bidra till den traditionella musikens utveckling. Genom att lära upp många unga sångare bidrog hon starkt till att bevara den traditionella musiken.
Som imbongi (hyllningssångare) överskred hon gränserna för denna roll, som traditionellt var ett manligt privilegium, för att sjunga klagosånger över sitt äktenskap och särskilt zulufolkets liv. Hennes karriär tog fart 1939, i och med en inspelning som Hugh Tracey gjorde av några av hennes framträdanden. Genom att göra offentliga framträdanden bröt prinsessan återigen mot seden, och hävdade på så sätt sin hängivenhet till musiken. På 1950-talet hade mycket av hennes musik spelats in och spelades av South African Broadcasting Corporation (SABC), David Rycroft och Westdeutscher Rundfunk. Dessa inspelningar gav Magogo en internationell publik och internationellt anseende. Hennes verk härstammade mestadels ur existerande zulusånger och -folksagor, som hon tonsatte och ackompanjerade med ugubhu.

## Eftermäle
Den 2 december 2003 gavs hon postumt den sydafrikanska nationalorden Order of Ikhamanga i guld för ett liv av produktivt komponerande och för hennes enastående bidrag i att bevara och utveckla den traditionella musiken i Sydafrika.
Det har även skrivits en opera om prinsessan Magogos liv, Princess Magogo kaDinuzulu. Musiken skrevs av Mzilikazi Khumalo och librettot av Themba Msimang, huvudrollen spelades av Sibongile Khumalo och operan hyllades som "den första sydafrikanska zuluoperan". Den hade premiär på Playhouse Theatre i Durban den 4 maj 2002, och har även spelats på Ravinia Festival i Chicago 2004, Het Muziektheater i Amsterdam 2005 och Den norske opera i Oslo 2007.

## Diskografi (urval)
- The Zulu Songs Of Princess Constance Magogo KaDinuzulu (sammanställd av Hugh Tracey), International Library of African Music, Music of Africa MOA037, 1972.
- En sång på samlingsskivan Music! The Berlin Phonogramm-Archiv (1900-2000), Wergo, SM 1701 2, 2000.